# Björn Wigardt
Björn Gustav Wigardt, född 28 december 1930 i Högalids församling i Stockholm, död 26 november 1997 i Katarina församling, var en svensk författare, tecknare, kompositör, korsordsmakare, med mera. 
Wigardt medverkade i radioserien Vårat gäng 1944–1948 och utbildade sig från 1950 till tecknare. Han är även känd som korsordskonstruktör. Han skrev och framförde även visor med motiv från Södermalm. Från 1979 deltog han i en comeback för Vårat gäng vilka i omgångar uppträdde under 1980- och 1990-talen. Har även skrivit en bok om Södermalm med titeln Södermalm - berättelser, sånger och bilder om en skön stadsdel.

## Biografi
Redan som 13-åring kom Björn Wigardt med i Sven Paddocks och Nils Pernes ungdomsrevy-sällskap "Vårat Gäng" och var "dess stora lille kuplettcharmör" (enligt recensionerna) tills Gänget upplöstes 1948. Samma sommar spelade han kajutvakten Jonas i Styrman Karlssons flammor på Tantolundens friluftsteater.
Därefter lämnade han scenen för sitt andra stora intresse, teckning och måleri. Efter studier vid Académie Libre övergick han alltmer till en verksamhet som tecknare och förekom som sådan i många tidningar, bland annat med skämtteckningar i Aftonbladet, Stockholms-Tidningen och en rad fack- och veckotidningar. Vid sidan om denna verksamhet gjorde han text och musik till en lång rad visor, ofta med Stockholmsmotiv.
1979 gjorde Vårat Gäng comeback på Södra Teatern vid Mosebacke torg i Stockholm. Den följdes av framträdanden i Stockholm - på Intima teatern bland annat - och turnéer i hela landet, nu med Titti Sjöblom som sångerska - hon efterträdde därmed sin mamma Alice Babs Sjöblom i uppgiften. Vid den tiden hade Björn Wigardt alltmer övergått till musiken, som kompositör och textförfattare. Han spelade in ett flertal skivor, på LP bland andra: "Vårat Gäng" (som även kom som CD), "Stockholm min sköna stad", "Södermalm" (parallellt med boken med samma namn) och på CD "Vårat Gäng" samt "Kupletten under 100 år". 
Som författare skrev han bland annat  Södermalm, med text och noter till egna visorna i boken där han också berättar om sin uppväxt på Söder, bland annat om Nytorget där hans farfar var teaterdirektör för vad sonsonen kallar "Stockholms minsta teater". Denna blev sedan biografen Riri. 
Primadonna vid Nytorgsteatern, som den hette "på farfars tid" var i flera uppsättningar Björns Wigardts mor skådespelerskan Dolly Wigardt (1906–2003).
I författarskapet ingår även bland annat Pansar-Bengtsson - en bok om en annorlunda seriehjälte, just som serie startade den i tidningen Hörde Ni och gick också i dagspress. Det blev också ett tiotal böcker i ämnet Knep och Knåp. För tidningen med samma namn var han även chefredaktör på 1950-talet.
Den senare delen av sitt liv, från 1967, bodde han med sin familj i Slaktargården på Tjärhovsgatan 38 på Söder, ett kulturhus från 1738, där han även hade föreställningar på gården flera somrar. 
Björn Wigardt avled i november 1997 och är begravd på Katarina kyrkogård, intill Tosse Bark, en annan av ungdomarna i Vårat Gäng. 
Björn Wigardt var sedan 1952 gift med Gaby Wigardt, journalist och författare.

## Teater

### Roller
| År   | Roll | Produktion                   | Regi          | Teater                      |
| ---- | ---- | ---------------------------- | ------------- | --------------------------- |
| 1950 |      | Julia i farten Sigge Fischer | Sigge Fischer | Tantolundens friluftsteater |